# 101e division d'infanterie (Empire allemand)
Pour les articles homonymes, voir 101e division.
La 101e division d'infanterie est une unité de l'armée allemande créée en 1915 qui participe à la Première Guerre mondiale. Elle est engagée dans l'exploitation de l'offensive de Gorlice-Tarnów, puis au mois d'octobre elle prend part à la campagne de Serbie. Jusqu'à sa dissolution en février 1918, la division occupe un secteur du front en Macédoine.

## Première Guerre mondiale

### Composition

#### 1915
- 201e brigade d'infanterie

45e régiment d'infanterie
59e régiment d'infanterie
146e régiment d'infanterie
- 1er escadron du 10e régiment de dragons
- 201e régiment d'artillerie de campagne
- 201e compagnie de pionniers

#### 1916
- 201e brigade d'infanterie

45e régiment d'infanterie
59e régiment d'infanterie
146e régiment d'infanterie
15e bataillon de jägers de réserve
- 2 escadrons du 11e régiment de dragons
- Artillerie

201e régiment d'artillerie de campagne
1 batterie d'artillerie de montagne
3 batteries d'artillerie de montagne austro-hongroise
- 201e compagnie de pionniers

#### 1917
- 201e brigade d'infanterie

11e régiment de grenadiers
146e régiment d'infanterie
9e régiment de jägers
- 3e escadron du 10e régiment de dragons
- 188e commandement divisionnaire d'artillerie

209e régiment d'artillerie de campagne
201e régiment d'artillerie de campagne (éléments)
3 batteries d'artillerie de montagne
- 101e bataillon de pionniers

#### 1918
- 201e brigade d'infanterie

45e régiment d'infanterie
146e régiment d'infanterie
21e régiment d'infanterie de réserve
- 3e escadron du 10e régiment de dragons
- 188e commandement divisionnaire d'artillerie

201e régiment d'artillerie de campagne
- 101e compagnie de pionniers de montagne

### Historique
La 101e division d'infanterie est formée du 45e régiment d'infanterie issu de la 2e division d'infanterie, du 146e régiment d'infanterie issu de la 37e division d'infanterie et du 59e régiment d'infanterie issu de la 41e division d'infanterie.

#### 1915
- 12 - 24 mai : mise en réserve de l'Oberost le long du Boug.
- 24 mai - 18 juin : transport vers la Serbie, occupation d'un secteur du front au sein du groupe d'armée austro-hongrois Terzstyansky.
- 18 - 22 juin : transport par V.F. en Galicie par Budapest et Stryï.
- 22 juin - 31 août : engagée dans la poursuite des troupes russes lors de l'offensive de Gorlice-Tarnów.

23 - 27 juin : traversée du Dniestr, combats pour la prise de Bukachivtsi.
27 - 29 juin : combat le long de la rivière Hnyla Lypa.
30 juin - 16 juillet : franchissement de la rivière Zolota Lypa, puis la division atteint la frontière entre la Galicie et la Pologne.
16 juillet - 31 août : progression de la division, elle atteint le Wieprz et le Boug, elle occupe Lublin le 12 août, Siedlce le 29 août.
- 1er septembre - 6 octobre : retrait du front, transport par V.F. vers le front de Serbie.
- 6 octobre 1915 - 10 janvier 1916 : engagée dans la campagne de Serbie. La division progresse vers Niš qu'elle atteint le 9 décembre.

#### 1916 - 1917
- 10 janvier 1916 - 30 juin 1917 : la division occupe un secteur du front le long de la frontière avec la Grèce. Elle forme avec la 103e division d'infanterie le IVe corps de réserve.

mars 1916 : occupation d'un secteur dans la région de Monastir.
avril - novembre : mouvement de rocade, occupation d'un secteur dans la vallée du Vardar. Au cours du mois d'août, la division soutient la 5e division d'infanterie bulgare.
novembre : les 45e et 146e régiments d'infanterie occupent des positions le long de la Tsrna, tandis que le 59e régiment continue d'occuper une position dans la vallée du Vardar.
- juin - novembre : réorganisation de la division, le 45e régiment est remplacé par le 11e régiment de grenadiers transféré de la 11e division d'infanterie. En juin, le 59e régiment est transféré sur le front roumain, il est remplacé par le 9e régiment de jägers. Occupation d'un secteur vers le lac d'Ohrid.

#### 1918
- décembre 1917 - février 1918 : la division, toujours stationnée le long de la frontière grecque est disloquée : le 146e régiment d'infanterie est détaché vers le corps allemand au Moyen-Orient et prend part aux combats en Palestine ; le 9e régiment de jägers est transféré en Allemagne. Il ne reste que l'état-major de la division qui commande à des unités bulgares, mais l'unité cesse d'être considérée comme division d'infanterie allemande.

## Chefs de corps
| Grade           | Nom                 | Date                            |
| --------------- | ------------------- | ------------------------------- |
| Generalleutnant | Rudolf Reiser       | 9 mai - 16 septembre 1915       |
| Generalleutnant | Richard von Kraewel | 17 septembre - 18 novembre 1915 |
| Generalmajor    | Adolf von der Esch  | 19 novembre 1915 - 22 mai 1917  |
| Generalleutnant | Theodor Mengelbier  | 23 mai 1917 - 6 février 1918    |